# Rue Contrescarpe
Pour les articles homonymes, voir Rue de la Contrescarpe.
La rue Contrescarpe est une rue de Nantes, en France.

## Situation et accès
Située dans le centre-ville de Nantes la rue Contrescarpe, qui relie la rue Crébillon à la place du Bon-Pasteur, est pavée et fait partie d'un secteur piétonnier. Sur son côté ouest, elle rencontre les rues Rubens et du Chapeau-Rouge.

## Origine du nom
Ce nom lui vient d'une contrescarpe, un muret défensif surplombant la rive extérieure de l'ancien fossé (voir l'article Rue des Vieilles-Douves) au pied des remparts de la ville. Cet élément de fortification a été détruit en 1743, mais le nom est resté ; en français, le mot contrescarpe désigne également la pente extérieure d'un fossé défensif, même s'il est dépourvu de mur.

## Historique
La rue Contrescarpe est une partie de l'ancienne rue de Guérande, coupée en deux à la fin du XVIIIe siècle, et dont le tracé suit les fortifications et joint le Marchix (devenu place de Bretagne) au quai de la Fosse.
Après le percement de la rue Crébillon, la partie nord de la rue de Guérande prend, jusqu'en 1816, le nom de « rue de la Glacière », en raison de l'existence dans la rue d'une glacière fondée en 1687, et d'une taverne proche baptisée ainsi peu après. Puis, elle est baptisée « rue Basse-Motte-Saint-Nicolas », ou « Basse-rue-Saint-Nicolas », pour enfin s'appeler définitivement rue Contrescarpe, intégrant l'actuelle rue Guépin dans son tracé avant que cette dernière n'en soit dissociée en 1875.
Entre 1822 et 1832, le poète Leconte de Lisle aurait vécu au numéro 38. Au numéro 2 de la rue se trouvait le siège social de la Société bretonne de navigation.
Ange Guépin a demeuré dans la rue. Le 26 février 1848, l'annonce de la Révolution est faite, par une « Commission démocratique » dont il fait partie. Une foule enthousiaste se retrouve place Royale, avant de partir en manifestation dans les rues de Nantes. En passant devant la fenêtre de Guépin, celui-ci est réclamé, et il apparaît à son balcon pour appeler les manifestants au calme (il sera nommé préfet deux jours plus tard).
Le peintre et illustrateur George Barbier (1882-1925) est né dans la rue Contrescarpe, le 16 octobre 1882.
Dans les années 1920, la rue est marquée par une présence relativement importante de logeurs permettant la pratique de la prostitution.

## Bâtiments remarquables et lieux de mémoire
Au no 8 de la rue se trouve la devanture d'une fromagerie datant du tout début du XXe siècle. La façade du 1er étage est recouverte d'une enseigne en carreaux de céramique, sur un thème champêtre, dans un style Art nouveau. Les feuillages géométriques correspondent au style naturaliste de l'époque.
Au no 9 s'élève un immeuble fait de tuffeau et granit. Ses quatre ailes entourent une cour rectangulaire, qui est desservie par deux escaliers. Ils permettent d'accéder à des galeries conduisant aux appartements. Au niveau des paliers, la coursive et la cage d'escalier sont séparés par des grilles ouvragées en fer forgé. Sur la façade, la décoration est dans le style rocaille nantais, avec des coquilles et agrafes aux clés de linteaux.